# Harold E. Hughes
Harold E. Hughes (* vor 1949; † 13. April 1985) war ein US-amerikanischer Politiker.

## Leben
Hughes studierte an der University of Virginia. 1949 schloss er sein Studium ab. Während des Zweiten Weltkrieges diente er in der United States Navy. Später wurde Hughes in Columbus, Georgia beruflich tätig. So gehörte er zu den Gründern des ersten Volkswagen-Autohauses in der Stadt, der Imported Cars Inc., aus der später Hughes Volkswagen wurde. In den Jahren 1963 und 1964 bekleidete er das Amt des Bürgermeisters von Columbus. 1964 kandidierte er bei der ersten Direktwahl des Bürgermeisters in Columbus, unterlag jedoch dem bisherigen Bürgermeister pro tempore, B. Ed Johnson.
1979 zog er nach Florida und eröffnete dort Florida Car Co., eine Autovermietung und Limousinenservice.